# Vorschlag zur Rassengleichheit
Der Vorschlag zur Rassengleichheit (japanisch: 人種的差別撤廃提案, Hepburn: Jinshutekisabetsu teppai teian, deutsch „Vorschlag zur Abschaffung der Rassendiskriminierung“) war ein Änderungsvorschlag Japans, der für den Friedensvertrags von Versailles auf der Pariser Friedenskonferenz 1919 vorgeschlagen wurde. Der Vorschlag „sollte niemals universelle Implikationen haben“, aber wegen der Anwesenheit afrikanischer, asiatischer und südamerikanischer Staaten beim Völkerbund waren trotzdem solche damit verbunden. Dadurch wurde eine Kontroverse ausgelöst.
Obwohl er weitgehend unterstützt wurde, wurde der Vorschlag nicht Teil des Vertrags, hauptsächlich aufgrund der Opposition Australiens und der Vereinigten Staaten. Seine Ablehnung war ein Grund für die Entfremdung Japans von den anderen Großmächten und für den zunehmenden Nationalismus und Militarismus, der zum Zweiten Weltkrieg führen würde.
Der Grundsatz der Rassengleichheit wurde nach dem Krieg überarbeitet und 1945 als Grundprinzip der internationalen Gerechtigkeit in die Charta der Vereinten Nationen aufgenommen. Einige Länder, einschließlich der weißen Großmächte, würden jedoch weiterhin jahrzehntelang offiziell genehmigte Rassengesetze und -richtlinien beibehalten.

## Hintergrund
Japan nahm 1919 als eine der Siegermächte des Ersten Weltkriegs an der Pariser Friedenskonferenz teil. Bei dieser Konferenz war Japan die einzige nicht westliche Großmacht, gehörte aber nicht dem maßgeblichen Rat der Vier an. Die Anwesenheit japanischer Delegierter im Spiegelsaal von Versailles, die am 28. Juni 1919 den Friedensvertrag von Versailles unterzeichneten, spiegelte den Höhepunkt der intensiven Bemühungen Japans wider, die Nation auf internationaler Ebene in einen modernen Staat zu verwandeln.

## Vorschlag

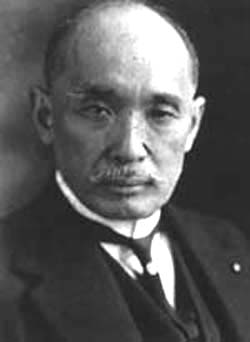
Baron Makino Nobuaki

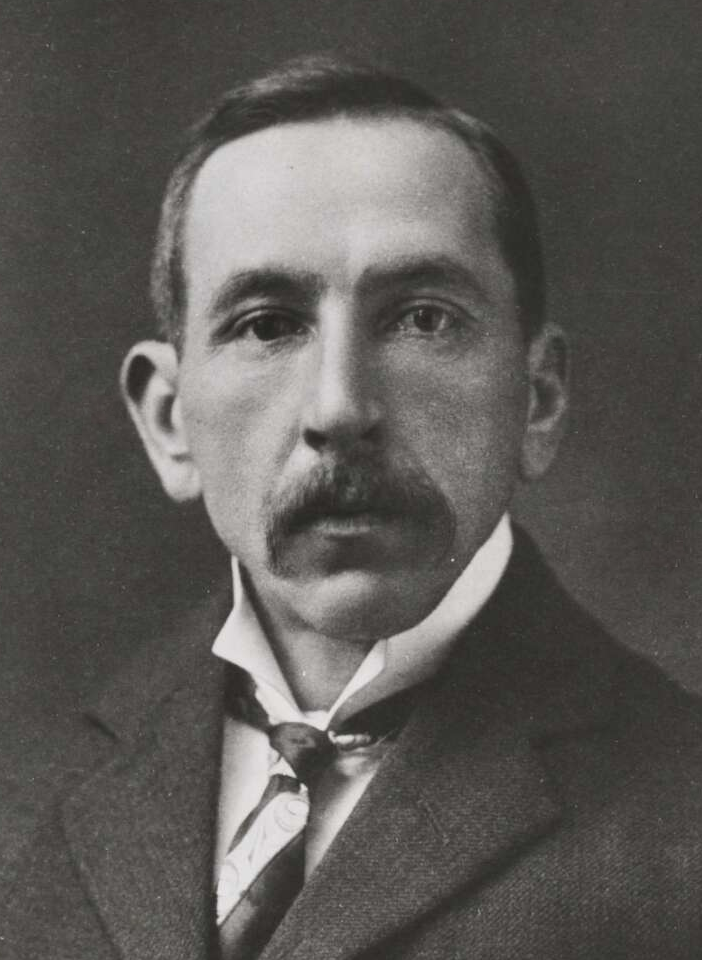
Der Premierminister Australiens Billy Hughes

Der französische Staatsmann Léon Bourgeois

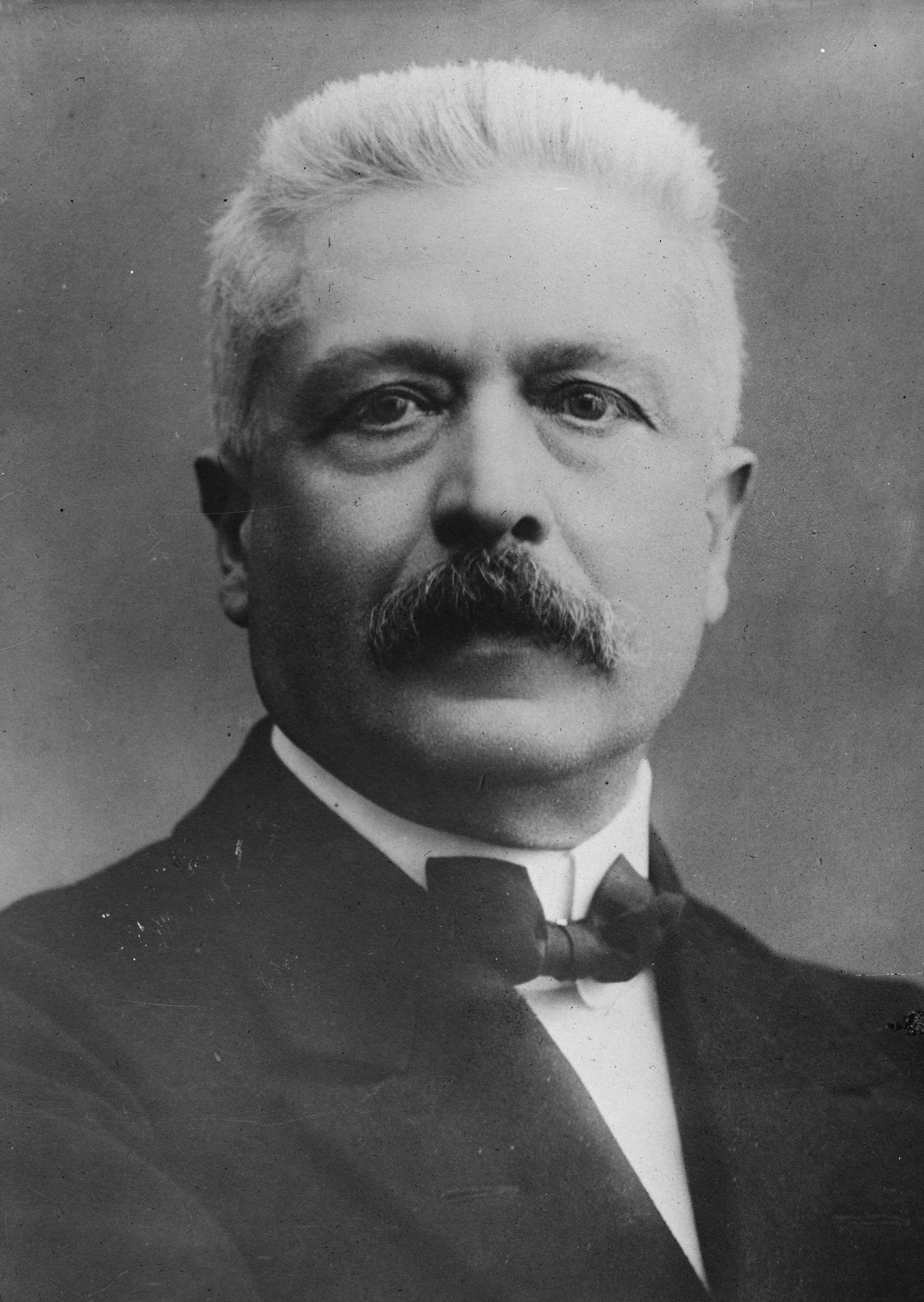
Der Präsident des Ministerrats Italiens Vittorio Orlando

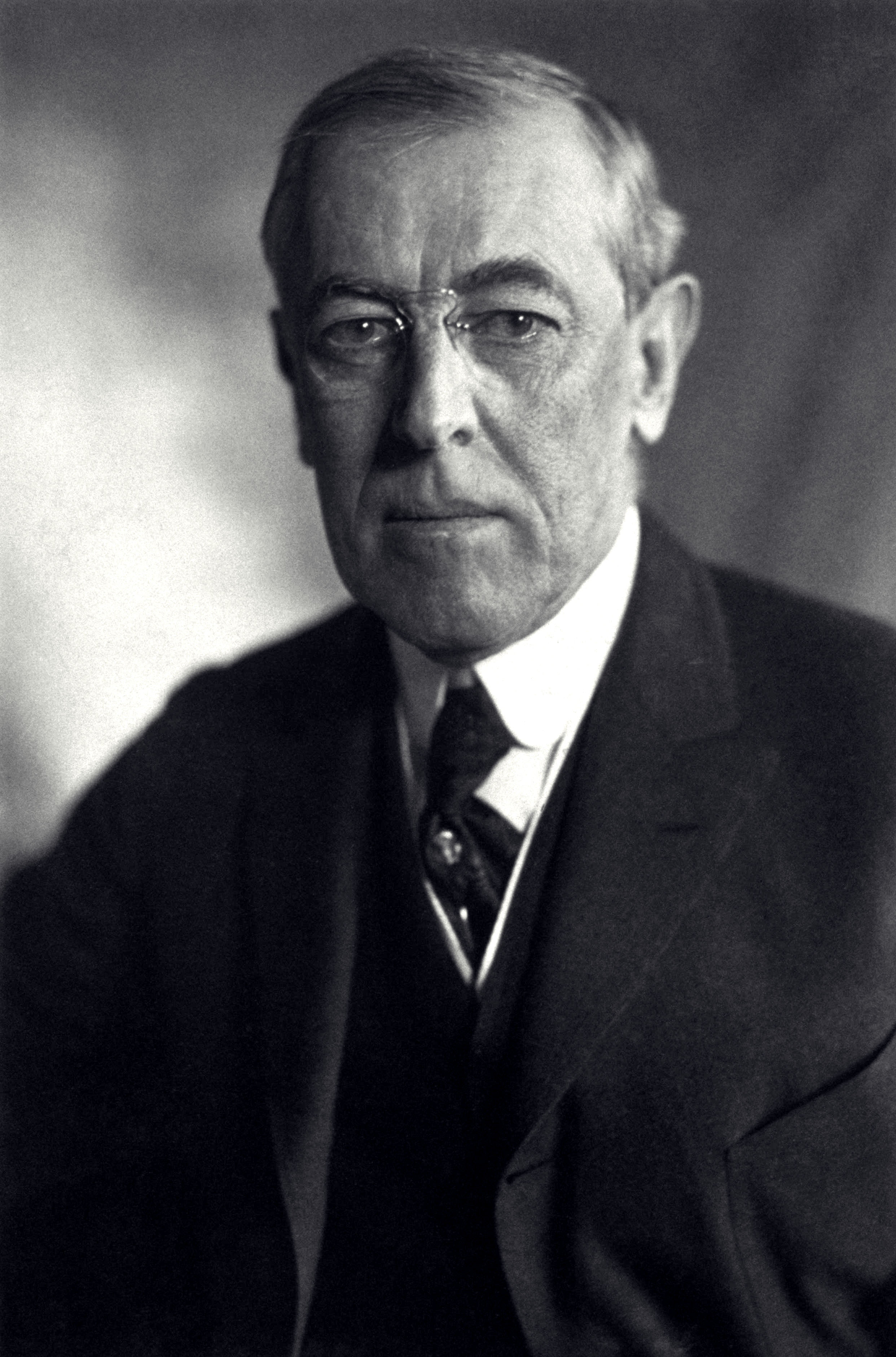
Der Präsident der Vereinigten Staaten Woodrow Wilson

Nach dem Ende der Abschließung Japans in den 1850er Jahren unterzeichnete Japan ungleiche Verträge, die sogenannten Ansei-Verträge, forderte jedoch bald den gleichen Status wie die Westmächte. Die Korrektur dieser Ungleichheit wurde zum dringendsten internationalen Problem der Meiji-Regierung. In diesem Zusammenhang schlug die japanische Delegation auf der Pariser Friedenskonferenz die Klausel im Pakt des Völkerbundes vor. Der erste Entwurf wurde der Kommission des Völkerbundes am 13. Februar als Änderung von Artikel 21 vorgelegt:
Da die Gleichheit der Nationen ein Grundprinzip des Völkerbundes ist, verpflichten sich die Hohen Vertragsparteien, allen ausländischen Staatsangehörigen von Staaten, Mitgliedern des Völkerbundes, so bald wie möglich Gleichheit und gerechte Behandlung in jeder Hinsicht zu gewähren, ohne dabei einen Unterschied zu machen Gesetz oder in der Tat aufgrund ihrer Rasse oder Nationalität.
In einer Rede erklärte der japanische Diplomat Makino Nobuaki, dass während des Krieges Männer verschiedener Rassen auf alliierter Seite zusammen gekämpft hätten, was zu den Worten führte: „Ein gemeinsames Band von Sympathie und Dankbarkeit wurde in einem nie zuvor erlebten Ausmaß hergestellt.“ Die japanische Delegation hatte die vollständigen Auswirkungen ihres Vorschlags nicht erkannt, da seine Annahme Aspekte der etablierten Normen des westlich dominierten internationalen Systems des Tages in Frage gestellt hätte, das die Kolonialherrschaft über nicht weiße Menschen beinhaltete. Die Absicht der Japaner war es, die Gleichheit ihrer Staatsangehörigen und die Gleichheit aller Mitglieder des Völkerbundes zu gewährleisten, aber eine universalistische Bedeutung und Implikation des Vorschlags wurde innerhalb der Delegation damit verbunden, was ihre Kontroverse auf der Konferenz trieb.
Nach Makinos Rede erklärte Lord Cecil, dass der japanische Vorschlag sehr kontrovers sei, und schlug vor, dass die Angelegenheit möglicherweise so kontrovers sei, dass sie überhaupt nicht erörtert werden sollte. Der griechische Premierminister Eleftherios Venizelos schlug ebenfalls vor, eine Klausel zum Verbot religiöser Diskriminierung zu streichen, da dies ebenfalls eine sehr kontroverse Angelegenheit sei.
Cecil entfernte alle Verweise auf Klauseln, die rassistische und religiöse Diskriminierung untersagten, aus dem Text des Friedensvertrags, aber die Japaner machten klar, dass sie versuchen würden, die Klausel wiederherzustellen. Zu diesem Zeitpunkt begann die Klausel breite öffentliche Aufmerksamkeit zu erregen. Demonstrationen in Japan forderten das Ende des „Abzeichens der Schande“, da die Politik zum Ausschluss der japanischen Einwanderung in die USA, Kanada, Australien und Neuseeland in den japanischen Medien große Beachtung fand.
In den Vereinigten Staaten erhielt die Klausel aus verschiedenen Gründen viel negative Medienberichterstattung, insbesondere an der Westküste und im Süden.
Die chinesische Delegation, die ansonsten wegen der Frage der ehemaligen deutschen Kolonie Tsingtao und der übrigen deutschen Konzessionen in der Provinz Shandong mit den Japanern im Streit lag, gab bekannt, dass sie die Klausel unterstützen würde. Ein chinesischer Diplomat sagte jedoch zu der Zeit, dass die Shandong-Frage für seine Regierung weitaus wichtiger sei als die Klausel.
Der australische Premierminister Billy Hughes stellte seine Opposition klar und kündigte bei einem Treffen an, dass „fünfundneunzig von einhundert Australiern die Idee der Gleichstellung abgelehnt haben“. Hughes war als Gewerkschafter in die Politik eingetreten und war wie die meisten anderen in der Arbeiterklasse sehr stark gegen die asiatische Einwanderung nach Australien. (Der Ausschluss der asiatischen Einwanderung war zu Beginn des 20. Jahrhunderts bei den Gewerkschaften in Kanada, den USA, Australien und Neuseeland ein beliebtes Anliegen.) Hughes glaubte, dass die Annahme der Klausel das Ende der verabschiedeten Einwanderungspolitik von White Australia bedeuten würde 1901 und schrieb: „Keine Regierung könnte einen Tag in Australien leben, wenn sie ein weißes Australien manipuliert.“ Hughes erklärte: „Die Position ist folgende: Entweder bedeutet der japanische Vorschlag etwas oder er bedeutet nichts: Wenn der erstere damit fertig ist; wenn der letztere, warum?“ Der neuseeländische Premierminister William Massey sprach sich ebenfalls gegen die Klausel aus, wenn auch nicht so lautstark wie Hughes.
Makino Nobuaki, der Berufsdiplomat, der die japanische Delegation leitete, kündigte dann auf einer Pressekonferenz an: „Wir sind nicht zu stolz zu kämpfen, aber wir sind zu stolz, einen Ort anerkannter Minderwertigkeit im Umgang mit einer oder mehreren der assoziierten Nationen zu akzeptieren. Wir wollen nichts als einfache Gerechtigkeit.“ Frankreich erklärte seine Unterstützung für den Vorschlag, da die französische Position immer darin bestand, dass die französische Sprache und Kultur eine „zivilisatorische“ Kraft sei, die allen offen stehe, unabhängig von der Hautfarbe. Der britische Premierminister David Lloyd George befand sich in einer schwierigen Situation, seit Großbritannien 1902 ein Bündnis mit Japan geschlossen hatte, aber er wollte auch die Delegation des britischen Empire zusammenhalten. Der südafrikanische Premierminister Jan Smuts und der kanadische Premierminister Sir Robert Borden versuchten, einen Kompromiss auszuarbeiten, indem sie Nobuaki, Chinda Sutemi und Hughes als Vermittler besuchten. Borden und Smuts konnten ein Treffen zwischen Nobuaki, Chinda und Hughes arrangieren, das schlecht endete. Die japanischen Diplomaten schrieben, Hughes sei ein vulgärer „Bauer“, der laut und widerlich sei, und Hughes beklagte sich darüber, dass die Japaner „mich mit Genuflexionen und unterwürfiger Achtung beschmutzt“ hätten. Borden und Smuts konnten Hughes jedoch davon überzeugen, die Klausel zu akzeptieren, wenn erklärt wurde, dass sie die Einwanderung nicht beeinträchtige. Nobuaki und Chinda lehnten den Kompromiss ab.
Der Vorschlag war auch für den segregationistischen US-Präsidenten Woodrow Wilson problematisch, der die Stimmen der segregationistischen Süddemokraten benötigte, um die Stimmen zu erhalten, die der US-Senat zur Ratifizierung des Vertrags benötigte. Der starke Widerstand der britischen Empire-Delegationen gab ihm den Vorwand, den Vorschlag abzulehnen.

## Abstimmung
Am 11. April 1919 hielt die Kommission eine letzte Sitzung ab. Makino erklärte das japanische Plädoyer für Menschenrechte und Rassengleichheit. Der britische Vertreter Robert Cecil sprach für das britische Empire und sprach sich gegen den Vorschlag aus. Der italienische Premierminister Vittorio Orlando sprach sich für die Erklärung zu den Menschenrechten aus. Der französische Senator Léon Bourgeois drängte auf seine Annahme und erklärte, dass es unmöglich sei, den Vorschlag abzulehnen, der „ein unbestreitbares Prinzip der Gerechtigkeit“ verkörpere.
Der Vorschlag erhielt an diesem Tag eine Mehrheitsentscheidung, wobei 11 der 17 anwesenden Delegierten für die Änderung der Charta stimmten, es wurden keine Gegenstimmen abgegeben:
- Japan (2) Ja
- Frankreich (2) Ja
- Italien (2) Ja
- Brasilien (1) Ja
- China (1) Ja
- Griechenland (1) Ja
- Serbien (1) Ja
- Tschechoslowakei (1) Ja

Gesamt: 11 Ja
- Britisches Weltreich (2) – Nicht registriert
- Vereinigte Staaten (2) – Nicht registriert
- Portugal (1) – Nicht registriert
- Rumänien (1) – Nicht registriert
- Belgien (2) – Abwesend[3]

Der Vorsitzende, Wilson, hob es auf, indem er sagte, dass der Vorschlag zwar mit klarer Mehrheit angenommen worden sei, die jeweilige Angelegenheit jedoch starken Widerstand gezeigt habe (trotz des Fehlens tatsächlicher Stimmen gegen den Vorschlag) und dass diesbezüglich eine einstimmige Abstimmung stattgefunden habe wäre erforderlich. Die starke Opposition kam von der britischen Delegation. Der französische Delegierte Ferdinand Larnaude erklärte sofort: „Eine Mehrheit hatte für den Änderungsantrag gestimmt.“ Die japanische Delegation wollte, dass das Protokoll zeigt, dass eine klare Mehrheit für den Änderungsantrag gestimmt wurde.
Obwohl der Vorschlag selbst mit der britischen Haltung der Gleichheit aller Subjekte als Grundsatz zur Wahrung der imperialen Einheit vereinbar war, gab es erhebliche Abweichungen in den erklärten Interessen seiner Herrschaften, insbesondere Australiens. Da es die riskiert untergraben White Australia Policy, Billy Hughes und Joseph Cook energisch den Vorschlag hinter die Kulissen und befürwortete dagegen durch die britische Delegation gegenüber. Ohne die Unterstützung ihrer Herrschaft könnte die britische Delegation eine solche grundsätzliche Haltung nicht einnehmen. Laut dem Tagebuch von Cecil, dem Delegierten, der das britische Empire auf der Konferenz vertritt:
.. es ist merkwürdig, wie alle Ausländer nach Prinzip und Recht und anderen Abstraktionen ständig harfen, während die Amerikaner und noch mehr die Briten nur darüber nachdenken, was der Liga die beste Chance gibt, richtig zu arbeiten.
Um Japan zu beruhigen, versprach Wilson, die japanischen Ansprüche auf die ehemaligen deutschen Besitztümer in China zu unterstützen, und sagte, dies sei Japans Belohnung für die Annahme der Ablehnung des Vorschlags. Auf Anraten der US-Marine erklärte sich Wilson außerdem bereit, japanische Ansprüche auf die Marianen-, Marshall- und Karolineninseln im Pazifik, die Japan 1914 besetzt hatte, als Mandate zu unterstützen, die Japan im Namen des Völkerbunds verwalten würde, anstatt den Japanern zu erlauben, die Inseln direkt zu annektieren, wie sie es wollten. Im Mai 1919 beschloss die Friedenskonferenz offiziell, dass Japan die Karolinen-, Marshall- und Marianeninseln als Mandate des Völkerbundes der Klasse C erhalten würde. In den 1920er Jahren verstießen die Japaner gegen die Bestimmungen der Mandate, indem sie Vertreter der Liga daran hinderten, die Inseln zu besuchen, Siedler auf die Inseln holten und Militärstützpunkte errichteten, insbesondere Truk, den wichtigsten japanischen Marinestützpunkt in der Pazifik. Die kanadische Historikerin Margaret Macmillan bemerkte, dass einige der Inseln (insbesondere Truk, Tinian und Saipan), die Japan 1919 zur friedlichen Entwicklung zuerkannt worden waren, Schauplatz berühmter Schlachten im Zweiten Weltkrieg werden würden.

## Nachwirkungen
Cecil hielt die britische Unterstützung für den Völkerbund für weitaus wichtiger als die Klausel. Die japanischen Medien berichteten ausführlich über den Fortschritt der Konferenz, was zur Entfremdung der öffentlichen Meinung gegenüber den USA führte und später umfassendere Konflikte vorwegnehmen würde.
In den USA resultierten rassistische Unruhen aus absichtlicher Untätigkeit. Der Ausschluss der Klausel erlaubte Wilson, die Süddemokraten auf seiner Seite zu halten, erwies sich jedoch als unzureichend, um den Vertrag vom Senat ratifizieren zu lassen, und so traten die USA niemals der Liga bei.
Die internationale Stimmung hatte sich bis 1945 so dramatisch verändert, dass der umstrittene Punkt der Rassengleichheit als Grundprinzip der internationalen Gerechtigkeit in die diesjährige Charta der Vereinten Nationen aufgenommen wurde.
Einige Historiker sind der Ansicht, dass die Ablehnung der Klausel unter den vielen Konfliktursachen aufgeführt werden könnte, die zum Zweiten Weltkrieg führten. Sie behaupten, die Ablehnung der Klausel habe sich als wichtiger Faktor erwiesen, um Japan von der Zusammenarbeit mit dem Westen abzuwenden und zum Militarismus zu führen.